# Mk 37型魚雷
Mk 37型魚雷是一枚電力推進魚雷，是在二戰後為美國海軍所研發的。它在1950年代早期進入美國海軍，生產了超過3,300枚。1970年代初，美國海軍逐漸使用Mk 48型魚雷淘汰，荷蘭及以色列則使用到1980年代後期。

## 研發
Mk 37型魚雷的工程設計開發於1946年由西屋電氣開展。它很大程度上是基於Mk 27型被動聲納魚雷的概念，以及增加了在Mk 18型魚雷的修改版上測試的主動聲納系統進行和新的魚雷體。1955至1956年間，生產了30枚魚雷作研發測試之用，其後不久開始大規模生產。
這種直徑19吋的魚雷使用電力推進，它可以用自身動力從已經注水的魚雷管游出，不需使用壓縮空氣發射，能顯著降低發動攻擊時產生的聲音。這種直徑19吋的魚雷是配合21吋魚雷管應用，魚雷外殼安裝了數個1吋厚的導向螺柱（studs），使魚雷由魚雷管中游出時，水可於魚雷周圍流動。
Mk 37-0型魚雷在發射初時採用陀螺儀制導控制，以使魚雷直線潛行，被動聲納制導系統在最後700碼（640公尺）處啟動多普勒的主動聲納制導系統，磁致伸縮換能器的工作頻率為60kHz。電子儀器起初基於微型真空管，後來為固態半導體器件。

## 修改型號

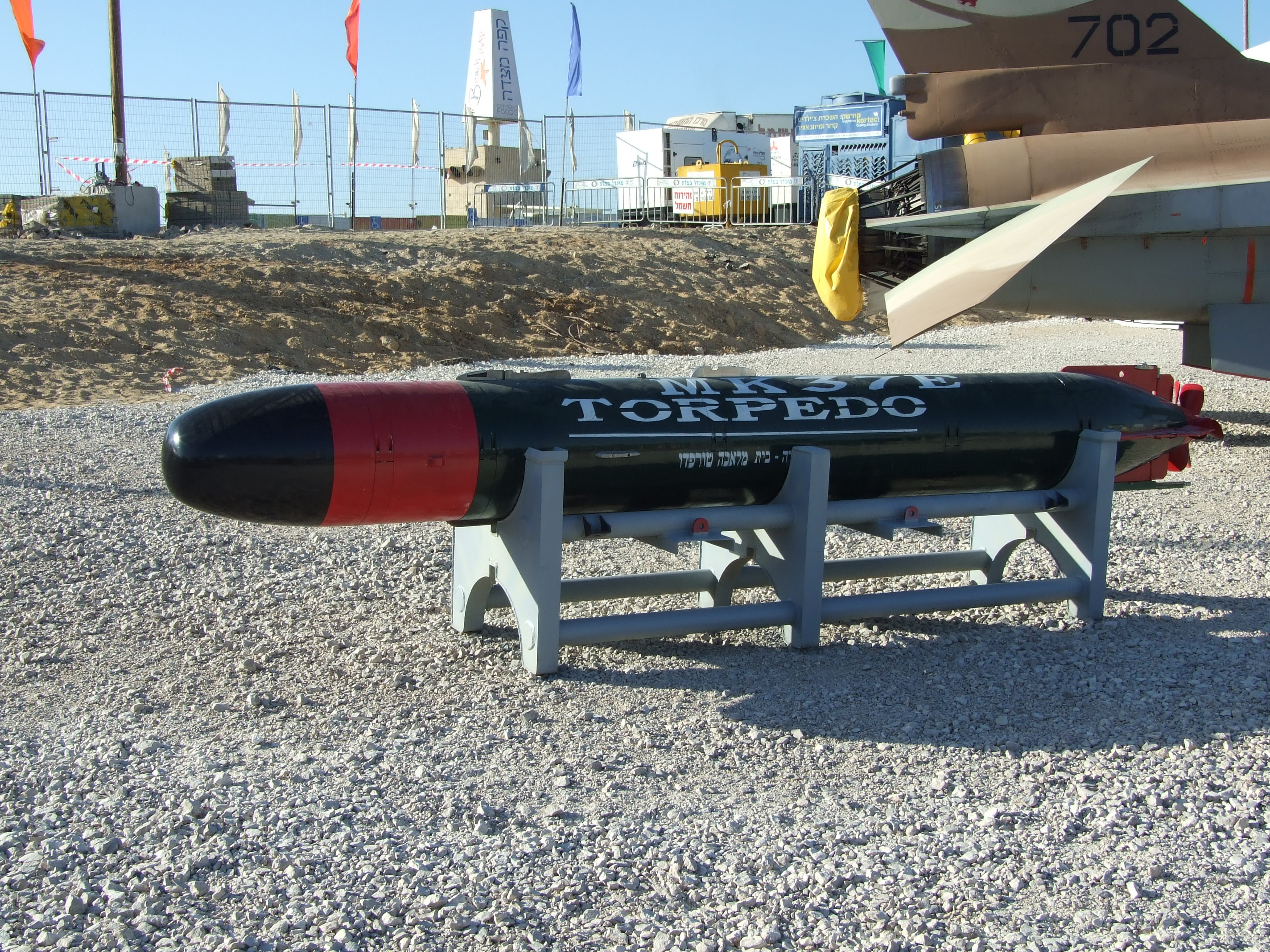
以色列的Mk 37E型魚雷

Mk 37-1型魚雷較Mk 37-0長、重和行進得較慢，但有着更好的目標獲取能力，以及有能力攔截機動性更高的潛艇。它們均採用導線制導技術。
對於速度低於20節（37km/h）以及深度小於1,000尺（300公尺）的目標，Mk 37型魚雷的效能很高。當以更高速度和深度航行的潛艇出現時，新的魚雷也被研發出來了。其中，NT37C、D、E和F，都是基於Mk37設計的。

## 取代
由於蘇聯核動力潛艦在1960年代數量增加，而且高速化，電力推進的Mk 37要追上蘇聯核潛艦漸趨困難，所以美國海軍在1960年代後期開發高速的Mk 48型魚雷取代，而其他國家如荷蘭皇家海軍、以色列海軍的Mk 37使用至1980年代也逐漸除役。